# Itamar Stein
Itamar Stein est un joueur israélien de volley-ball né le 12 février 1983. Il mesure 2,00 m et joue central. Il est international israélien.

## Clubs
| Club                   | Pays     | De        | À         |
| ---------------------- | -------- | --------- | --------- |
| Hapoël Mate-Asher      | Israël   | 1999-2000 | 2003-2004 |
| Orion Doetinchem       | Pays-Bas | 2004-2005 | 2005-2006 |
| Piet Zoomers Apeldoorn | Pays-Bas | 2006-2007 | 2006-2007 |
| Beauvais OUC           | France   | 2007-2008 | 2007-2008 |
| Montpellier UC         | France   | 2008-2009 | 2009-2010 |
| Maccabi Hod Hasharon   | Israël   | 2010-2011 | 2010-2011 |
| Beauvais OUC           | France   | 2011-2012 | 2011-2012 |

## Palmarès
- Championnat des Pays-Bas (1)
  - Vainqueur : 2007
- Coupe de France (1)
  - Vainqueur : 2008
  - Finaliste : 2010, 2012
- Supercoupe des Pays-Bas (1)
  - Vainqueur : 2007
- Championnat d'Israël (3)
- Coupe d'Israël (2)